# Frank Zagarino
Frank Anthony Zagarino (ur. 19 grudnia 1959 w Los Angeles) − amerykański aktor filmowy i telewizyjny, producent filmowy i reżyser, znany jako odtwórca ról w niskobudżetowych filmach klasy „B”, głównie produkcjach kina akcji.

## Kariera
Urodził się w Los Angeles. Po debiutanckiej roli w komediodramacie Baby, to jesteś ty (Baby, It's You, 1983) z Rosanną Arquette i Vincentem Spano, wystąpił w komedii Gdzie są ci chłopcy (Where the Boys Are '84, 1984) z Lisą Hartman. Jego kariera rozwijała się także we Włoszech i Korei Północnej. Jedną z pierwszy ważnych kreacji stworzył w filmie fantasy Héctora Olivera Królowa barbarzyńców (Barbarian Queen, 1985). Był szoferem w operze mydlanej ABC Dynastia (1986). Z kolei w operze mydlanej NBC Santa Barbara (1987) pojawił się jako twardziel w barze. Zagrał później w takich obrazach, jak Striker (1987), Za krawędzią ciemności (1992), Rozwścieczony uciekinier (Without Mercy, 1995) oraz Operacja Delta Force (Operation Delta Force, 1997) u boku Jeffa Fahey.
Był także producentem i reżyserem (m.in. Fist Fighter 2 z 1993).
Żonaty z aktorką Elizabeth Giordano, ma dwójkę dzieci.

## Filmografia
- 1983: Baby, to jesteś ty (Baby, It's You) jako Lew
- 1984: Gdzie są ci chłopcy (Where the Boys Are '84) jako Conan
- 1984: Lovelines jako Godzilla
- 1985: Królowa barbarzyńców (Barbarian Queen) jako Argan
- 1987: Zamach (Assassination) jako kierowca Secret Service
- 1987: Agent Specjalny Hammer (Hammerhead) jako Zabójca
- 1987: Striker jako John Slade
- 1988: Ten-zan: Ostatnia misja (Ten Zan - Ultimate Mission) jako Lou
- 1989: Mściciel (The Revenger) jako Michael Keller
- 1989: Płatny morderca (Trained to Kill) jako  Matt Cooper
- 1989: Wojownik cyborg (Cyborg, il guerriero d'acciaio) jako Trecibi
- 1991: Eliminator (Project Eliminator) jako John 'Striker' Slade
- 1991: Detektyw Extralarge: Czarna magia (Extralarge: Black Magic, TV) jako Zorac
- 1992: Projekt (Shadowchaser) jako Romulus
- 1993: Najemnicy (Blood Warriors) jako Keith Stone
- 1994: Ostatnia misja (Final Mission) jako Frank „Flash” Tato
- 1994: Project Shadowchaser II jako Android
- 1994: Nigdy nie mów śmierć (Never Say Die) jako Blake
- 1995: Za krawędzią ciemności (Project Shadowchaser III) jako Android
- 1995: Cybernetyczny gliniarz 3 (Cyborg Cop III) jako Saint Sebastian
- 1995: Rozwścieczony uciekinier (Without Mercy) jako John Carter
- 1996: No Exit jako Luka Lentini
- 1996: W szachu (Warhead) jako Jack Tannen
- 1996: Shadowchaser IV: Wrota czasu (Orion's Key) jako Sirius
- 1997: Convict 762 jako Vigo
- 1997: The Apocalypse jako Vendler
- 1997: Podniebny pojedynek (Airboss) jako Frank White
- 1997: Operacja Delta Force (Operation Delta Force, TV) jako McKinney
- 1998: The Company Man jako Ernest Gray / Napoleon
- 1998: Armstrong jako Rod Armstrong
- 1998: Protektor (The Protector) jako Cole
- 1998: Airboss II: Preemptive Strike jako Frank White
- 1999: Zagłada z kosmosu (Fallout) jako Previ Federov
- 2000: Włóczęga (The Stray) jako Carl
- 2005: W desperacji (Lethal) jako Ethan Marshall
- 2008: Little Bear and the Master jako Franco